# Helen Bjørnøy

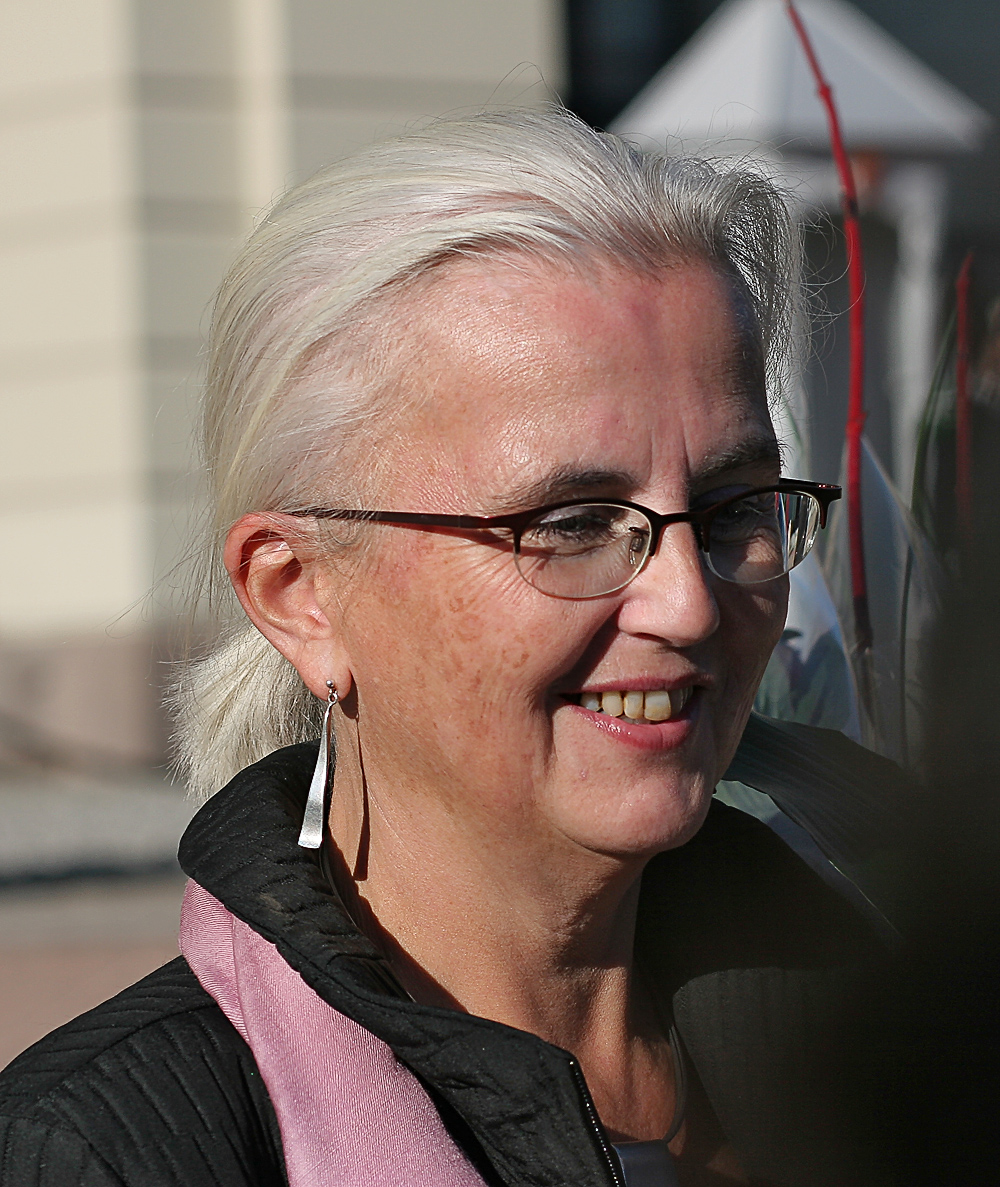
Helen Oddveig Bjørnøy

Helen Oddveig Bjørnøy, född i Ålesund 18 februari 1954, är en norsk präst och politiker som representerar Sosialistisk Venstreparti.
2005 blev Bjørnøy utnämnd till miljöminister i Regeringen Stoltenberg II. Hon avgick från denna post i oktober 2007 och efterträddes av Erik Solheim.
Hon är gift med prästen Torstein Lalim, har fyra barn och är bosatt i Drammen.